# Age of Extinction
Pour plus de détails, voir Fiche technique et Distribution.
Age of Extinction (titre original Age of Tomorrow) est un film de science-fiction américain réalisé par James Kondelik en 2014 et produit par The Asylum. Ce film est un mockbuster du film Edge of Tomorrow.

## Synopsis
Un astéroïde mesurant un quart de la taille de la lune s'approche et entrera en collision avec la Terre dans moins de 48 heures. Une mission spatiale dirigée par le capitaine James Wheeler est lancée pour détruire l'astéroïde.

Mais le groupe d'intervention se  rend vite compte lors de son exploration que l'astéroïde n'a rien de naturel et qu'un plus grand danger menace la planète.

## Fiche technique
- Titre : Age of Extinction
- Titre original : Age of Tomorrow
- Réalisation : James Kondelik
- Scénario : Jacob Cooney, Bill Hanstock
- Sociétés de production : The Asylum
- Musique : Christopher Cano
- Pays de production :  États-Unis
- Lieu de tournage : Los Angeles, Californie
- Langue de tournage : anglais
- Format : couleurs
- Genre : science-fiction
- Durée : 90 minutes
- Année de sortie : 2014

## Distribution
- Kelly Hu : Docteur Gordon
- Robert Picardo : Général Magowan
- Anthony Marks : Capitaine James Wheeler
- Lane Townsend : Chris Meher
- Morgan West : Rick Sullivan
- Mitchell Shawn : Colonel Mitchell Carpenter
- Nick Stellate : Major Blake
- Nicholas Alexander : Sergent Clayton